# Chianare di Spadera
Le Chianare di Spadera formano un gruppo di scogli dell'Italia, in Campania.